# Outdoorsman

Il cantautore Antonello Venditti (a destra) assieme al cantautore Lucio Dalla, indossa gli occhiali Outdoorsman.

Gli  Outdoorsman sono un modello di occhiali prodotti dalla Ray-Ban. La montatura, sia nelle incisioni che nella struttura generale, è identica a quella dell'Aviator, ma con la differenza delle aste che terminano a riccio. Inoltre sono provvisti di una barra parasudore posta tra le due lenti.
Nati nel 1939 come "Skeet Glass" e in seguito rinominati "'Outdoorsman"', furono la terza montatura metallica prodotta dalla ditta. Erano in particolare pensati per gli appassionati di tiro al piattello, caccia, pesca e motociclismo. 
Negli anni '70 furono il modello più venduto, specialmente nella taglia 62[]14, sia con lenti da sole che da vista.